# امانوئل پتروتس
امانوئل پتروتس (رومانیایی: Emanoil Petruț؛ زادهٔ ۸ فوریه ۱۹۳۲ – ۸ اوت ۱۹۸۳) صداپیشه و بازیگر تئاتر، سینما و تلویزیون، رادیو اهل رومانی است.
از فیلم‌هایی که وی در آن‌ها نقش داشته‌است، می‌توان به لحظه، با دست‌های پاک، استفن کبیر - واسلویی ۱۴۷۵ و انتقام اشاره نمود.